# Duck’s Cross
Duck’s Cross – osada w Anglii, w hrabstwie ceremonialnym Bedfordshire, w dystrykcie (unitary authority) Bedford. Leży 9 km na północny wschód od centrum miasta Bedford i 79 km na północ od centrum Londynu.